# Heitor da Silva Costa
Heitor da Silva Costa (Rio de Janeiro, 29 luglio 1873 – Rio de Janeiro, 21 aprile 1947) è stato un ingegnere brasiliano.
Professore al Politecnico di Rio de Janeiro, progettò monumenti a José Paranhos, a Pietro II del Brasile e a Louis Pasteur.
La sua opera più importante fu però il Cristo Redentore di Rio de Janeiro, in collaborazione col francese Paul Landowski. Fu inoltre responsabile della costruzione della cattedrale di Petrópolis.